# ガッチナ
座標: 北緯59度34分 東経30度08分 / 北緯59.567度 東経30.133度
ガッチナ（ガーッチナ、ガトチナ、ガートチナ、ガチナ、ロシア語: Га́тчина、ラテン文字表記の例: Gatchina; フィンランド語: Hatsina）は、ロシア・レニングラード州の州都。人口は9万4377人（2021年）。
州西部に位置している。サンクトペテルブルクからは南へ45kmの近郊にあり、サンクトペテルブルクとプスコフを結ぶ道路や鉄道が通る。
ガッチナの町は、ロシア皇族の夏の邸宅の一つであるガッチナ宮殿で知られ、ロシアの歴史の舞台ともなってきた。同宮殿はユネスコの世界遺産「サンクトペテルブルク歴史地区と関連建造物群」のうちの一つである。

## 歴史

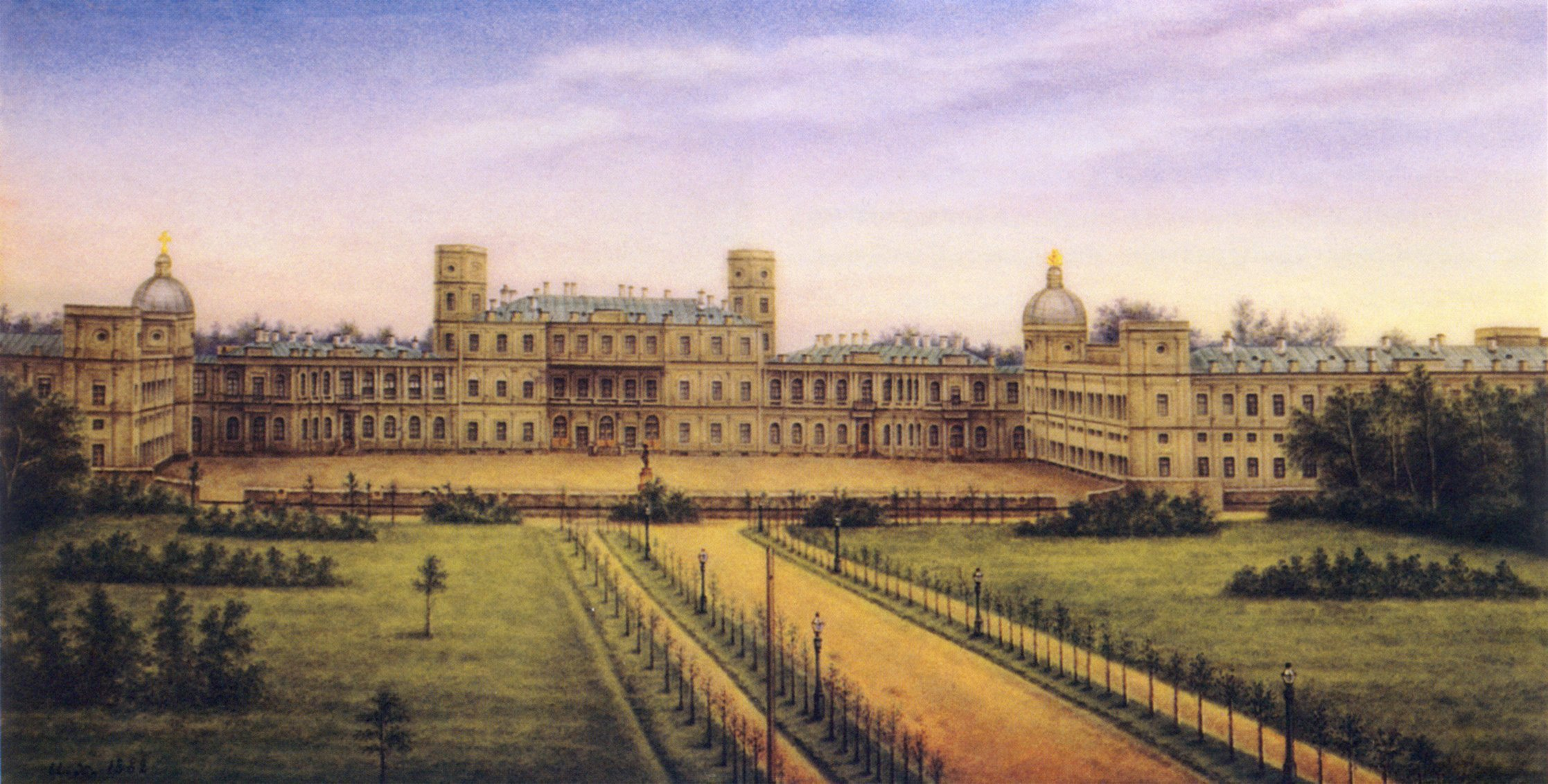
19世紀のガッチナ宮殿

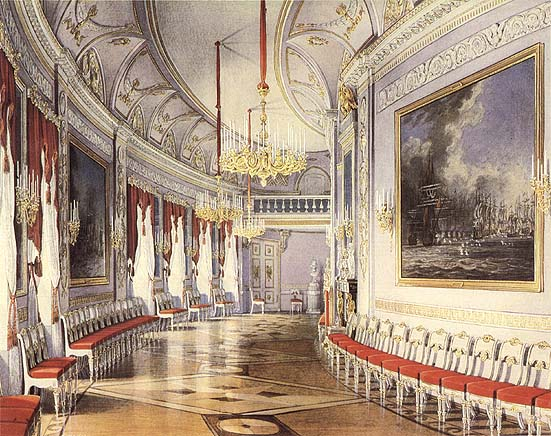
ガッチナ宮殿の内装（1877年の水彩画）

フィン人の言葉ではハツィナ（フィンランド語: Hatsina）と呼ばれる。ガッチナの古名ホトチノ（Хотчино, Khotchino）は1499年の記録に初出しており、当時はノヴゴロドの領土だった。17世紀にはイングリア（現在のレニングラード州一帯）は各国の争奪の対象となった。リヴォニアからスウェーデンへ渡り、最終的には大北方戦争によってロシア領となった。18世紀初期、新首都サンクトペテルブルクがネヴァ川河口に築かれ、その近郊にあたるガッチナは1708年にツァーリ・ピョートル1世から妹のナタリヤ・アレクセーエヴナに贈られた。1716年にナタリヤが死ぬと、ピョートル1世はこの地に病院等を建てている。

### ガッチナ宮殿
1765年、エカチェリーナ2世はガッチナおよび周囲20か村を購入し、お気に入りの軍人グリゴリー・オルロフに与えた。1766年から1788年にかけ、オルロフは600室以上もある重々しい宮殿を建設し、7平方km以上の面積を有し動物園や厩舎も備える広大なイギリス式庭園を築いた。アントニオ・リナルディ設計による凱旋門は、モスクワでの疫病発生の際にオルロフが奮闘したことに対してエカチェリーナ2世から贈られたもので、1777年から1782年にかけて建設されている。この凱旋門は宮殿の印象的な入口をなしている。ガッチナ宮殿は後にさまざまな皇族が増築していった。内装はリナルディおよびヴィンチェンツォ・ブレナが設計したロココ様式で、イタリア人のスタッコ職人やロシア人の職人が手がけた。寄せ木張りの床、天井画の描かれた天井、イタリア製の家具などが室内を飾っていた。
エカチェリーナ2世はガッチナ宮殿とその庭園を愛し、1783年にオルロフが没すると相続人から宮殿を買い上げ、息子で将来のツァーリとなるパーヴェル・ペトロヴィチ（パーヴェル1世）に与えた。
パーヴェル1世は18年間ガッチナ宮殿を所有した。皇太子時代のパーヴェルは自らの財産を投じ、ヨーロッパ旅行の経験を生かして、ガッチナの町と宮殿をロシアの模範となるよう増改築していった。1790年代には宮殿を拡大したうえでほぼ改築し、内装も新古典主義様式へと改めた。また庭園には橋、門、パビリオンなどを多数追加していった。パーヴェルは父のピョートル3世同様にプロイセン王国に傾倒しており、エカチェリーナ2世のプロイセンに対する嫌悪にもかかわらず、宮殿も兵士もプロイセン風にさせて閲兵を楽しんだ。1796年11月、母エカチェリーナ2世が倒れるとパーヴェルはツァーリに即位し、ガッチナをロシア皇帝の公式の居所と定め、ガッチナを市に昇格させた。皇帝になってからはガッチナの「黒湖」の湖畔に、自らが総長となった聖ヨハネ騎士団のためにプリオラチスキー宮殿を建て、1799年8月23日の勅令でこれを騎士団に寄付している。

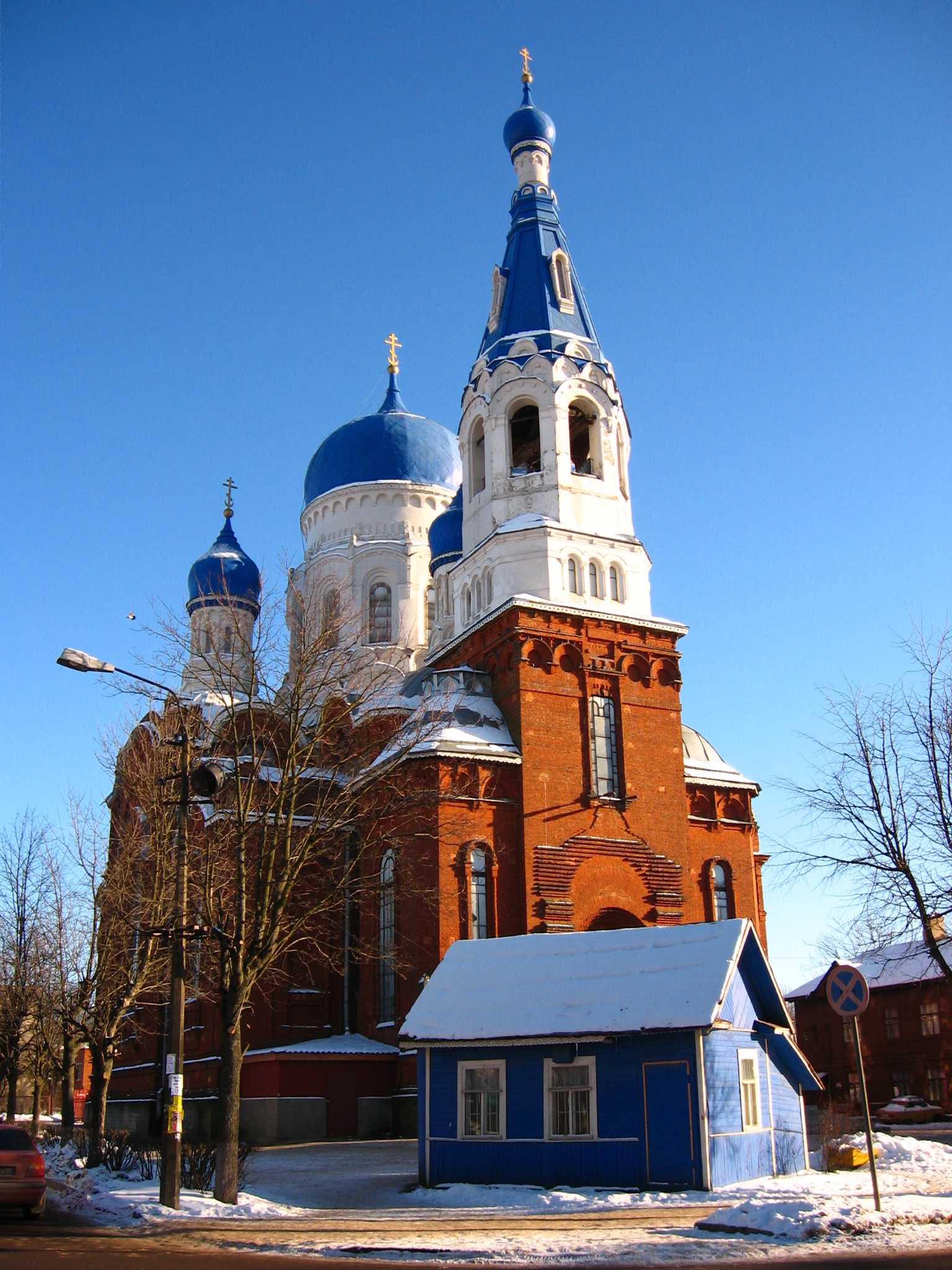
ガッチナの生神女庇護大聖堂

パーヴェルは貴族たちや将軍たちの不満を買い、サンクトペテルブルクの近衛兵たちはパーヴェルを「ガッチナの野蛮人」と呼んで嫌った。1801年にはクーデターでパーヴェル1世は殺され、ガッチナの宮殿と庭園は1801年から1828年までパーヴェル1世の皇后だったマリア・フョードロヴナの所有となり、その後は息子のニコライ1世が1828年から死去する1855年まで所有した。ニコライも宮殿と庭園に手を加え、特に宮殿に「武器庫」を加えた。ニコライ1世とその家族はこれを夏の宮廷とした。1851年にはニコライ1世は父パーヴェル1世の記念碑を宮殿の前に建てた。1854年にはサンクトペテルブルクとガッチナの間の鉄道が開通している。ガッチナ市は周囲の町や村を併合して大きくなった。
次の皇帝アレクサンドル2世はガッチナを第二の住まいとした。彼は狩猟のために関係者の泊まる「狩猟村」を築き、ガッチナの南部に隠遁所を設け、友人や賓客と、北西ロシアの手付かずの森の中で過ごすための別荘を建てた。

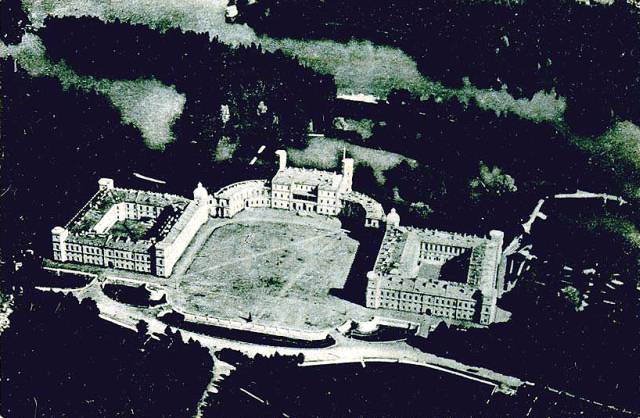
ガッチナ宮殿の空撮（19世紀）

アレクサンドル3世はガッチナ宮殿で育てられ、生涯ガッチナを主な住まいとした。父アレクサンドル2世の1881年3月1日の暗殺事件にショックを受けた彼はガッチナでほとんどの時間を過ごした。人々は、アレクサンドル3世が引きこもるかのように住み続けるガッチナ宮殿を、その反動的な諸政策から「専制君主の城塞」などと呼んだ。アレクサンドル3世はガッチナ宮殿に電灯や水道管・下水道網など近代的なシステムを導入している。
最後のツァーリ・ニコライ2世は若い頃を父母らとともにガッチナで過ごした。母マリア・フョードロヴナ（アレクサンドル3世の皇后）はパトロンとしてガッチナ市およびガッチナ宮殿などを整備した。

### 近現代

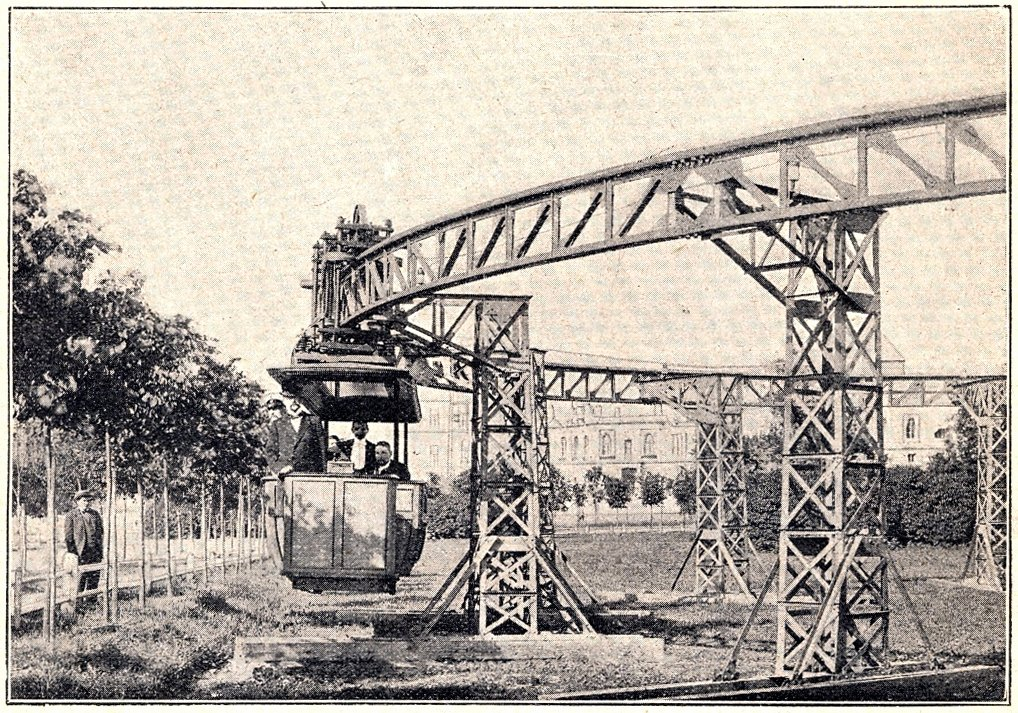
ガッチナに作られたモノレール（1900年）

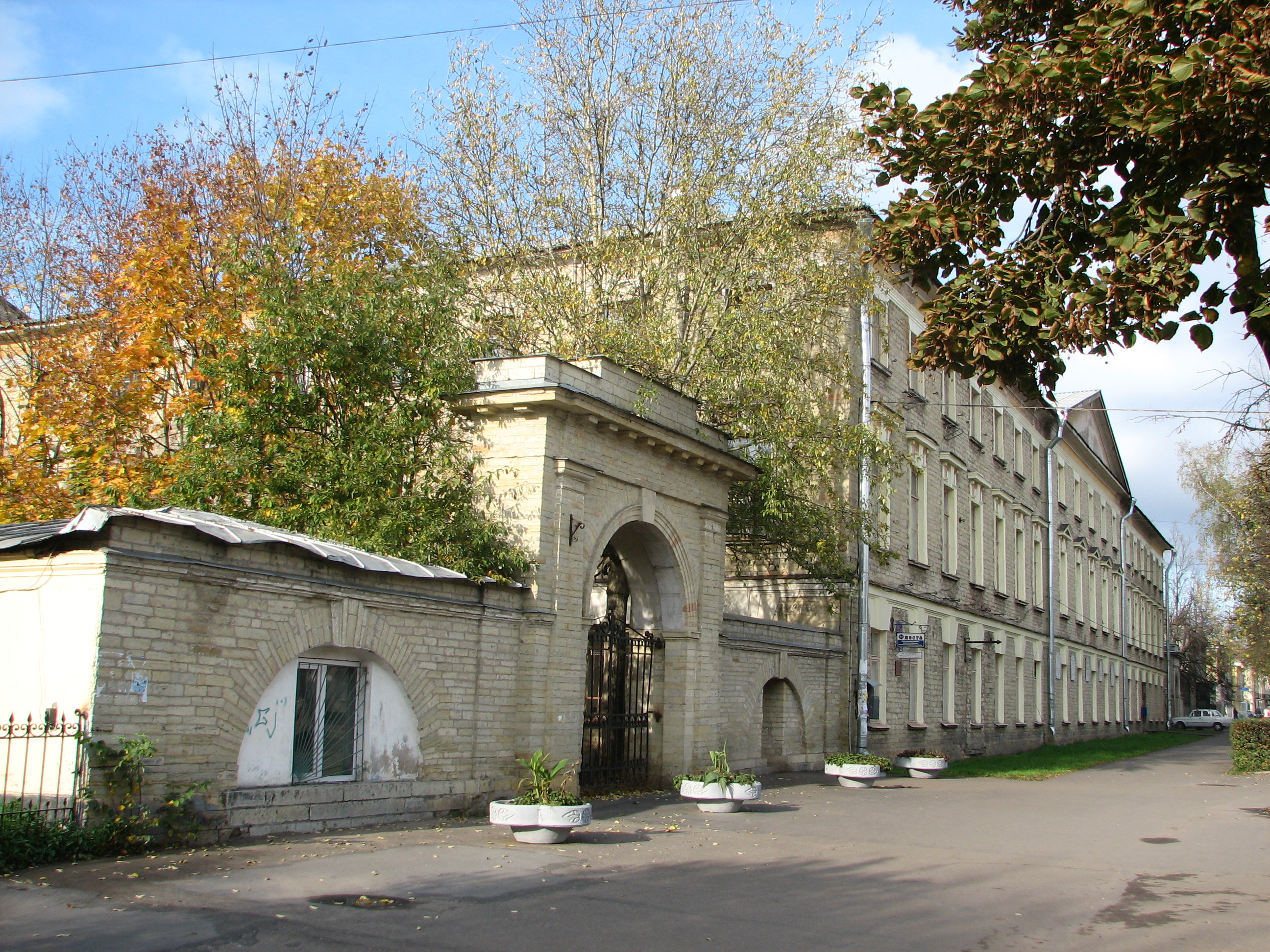
ガッチナ市街地　かつての孤児学院

1900年のパリ万博では、ガッチナはロシアでももっとも良く整備された都市との栄誉を受けた。生活の質、教育、医療、安全などはロシアの都市の模範とみなされていた。主な病院はマリア・フョードロヴナやニコライ2世など皇族が支援を行っていた。
19世紀末にはロシア最初期の飛行場が作られた。曲技飛行や第一次世界大戦での戦闘でも知られたパイロット・ピョートル・ネステロフが訓練を受けたのもガッチナであり、自身にとって初の長距離飛行となるキエフへの飛行へとガッチナから飛び立った。この時期にロシアの航空産業の揺籃の地となったことから、後に航空工学や航空機エンジンの研究の中心になっている。
1917年まで、ガッチナ宮殿はニコライ2世の公式な住まいの一つとなっていた。ニコライ2世は年に一度ガッチナで行われる閲兵式に出席していた。
ロシア革命でツァーリは倒され、ロシア内戦では赤軍とニコライ・ユデーニチ軍の激戦地となった。ガッチナ宮殿と庭園は国有財産となり、博物館として公共に開放された。1923年から1929年までは、革命の主人公の一人レフ・トロツキーの栄誉を讃え、ガッチナ市はトロツク（Троцк, Trotsk）と改名された。しかしヨシフ・スターリンが共産党書記長となりトロツキーが追放されると、トロツクはクラスノグヴァルジェイスク（Красногварде́йск, Krasnogvardeysk、赤衛隊の町）と改名された。ガッチナという名に戻ったのは独ソ戦のさなかの1944年である。独ソ戦ではガッチナはドイツ軍により1941年から1944年まで占領され、ドイツ国防軍上級大将ゲオルク・リンデマンにちなんでリンデマンシュタット（Lindemannstadt）と改名されていた。宮殿の美術品はドイツ軍に持ち去られ、荒らされた宮殿や庭園は戦闘でさらに破壊され、ドイツ軍は撤退時に宮殿を破壊して去っていった。
再建不可能と考えられた宮殿は、1976年より修復工事が続けられ1985年から一般公開も始まった。いくつかの部屋の内装はもとどおりになるよう職人が作業し、修復の終わった部分は一般公開されている。戦後に取り戻した美術品もガッチナ宮殿に収められている。一方で、アレクサンドル3世の部屋など、閉鎖され再建未着手のままの部分も多い。
2023年4月3日、レニングラード州の州都に定められた。行政機能はサンクトペテルブルクに残っているが、2027年までにガッチナへ移転する予定である。

## 経済

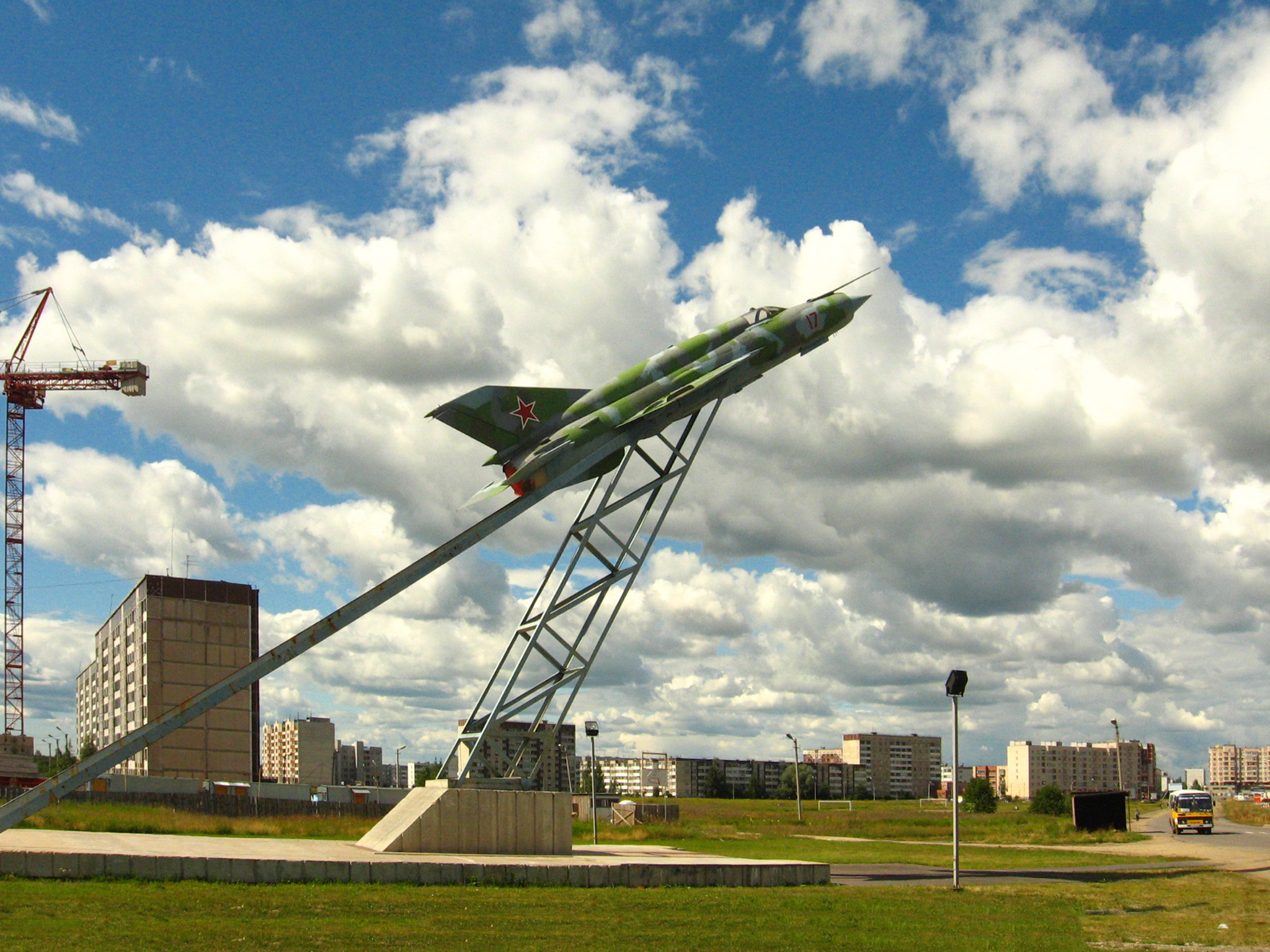
ガッチナ市街地　Mig-21のモニュメント

ガッチナ市には多数の国防産業が集積している。またペテルブルク核物理学研究所（Петербургский институт ядерной физики, ПИЯФ）などでも名高い。

## 姉妹都市
- スウェーデン、エシルストゥーナ
- フィンランド、エスポー
- ドイツ、エットリンゲン（Ettlingen）
- イギリス（スコットランド）、コートブリッジ（Coatbridge）